# Kerkakkers (Mierlo)
Kerkakkers is een wijk van Mierlo in de Nederlandse gemeente Geldrop-Mierlo. De wijk bestaat uit twee delen: Kerkakkers I en Kerkakkers II. Beide delen worden gescheiden door de ontsluitingsweg Kerkakkers. De wijk wordt begrensd door de Santheuvel-West, de Burgemeester Verheugtstraat, de Schoolstraat, de Heer de Swaeffstraat en de Heer van Grevenbroeckweg.

## Kerkakkers I
Kerkakkers I ligt ten zuidoosten van de weg Kerkakkers. Centraal door de buurt loopt de Kanunnik Daemenstraat vanaf de Heilige Luciakerk naar de Santheuvel. Het deel bij de kerk bestaat uit twee-onder-een-kapwoningen en is eind jaren zestig gebouwd. Het deel bij de Santheuvel bestaat uit vrijstaande woningen.

## Kerkakkers II
Kerkakkers II is een zogenaamde bloemkoolwijk uit de jaren zeventig. De vier straten (Haakakker, Langenakker, Vaanakker en Wersakker) lopen kronkelig door de wijk en hebben veel zijtakken. Tussen deze wegen lopen veel paden. Midden in de buurt ligt de basisschool De Kersentuin. Deze school ligt aan een doodlopende zijtak van de Wersakker.